# Карбоне
Карбо̀не (на италиански: Carbone, на местен диалект Carvùnë, Карвунъ) е село и община в Южна Италия, провинция Потенца, регион Базиликата. Разположено е на 690 m надморска височина. Населението на общината е 702 души (към 2012 г.).